# Abdelkader Laïfaoui
Abdelkader Laïfaoui (arabisch عبد القادر العيفاوي, DMG ʿAbd al-Qādir al-ʿAifāwī; * 29. Juli 1981) ist ein ehemaliger algerischer Fußballspieler.

## Karriere
Laifaoui wurde in Algerien geboren und begann seine Laufbahn 1999 bei OMR El Anasser. Sein Debüt für die Nationalmannschaft gab er am 17. August 2004 beim 2:2 gegen Burkina Faso. In der Folgezeit musste er fünf Jahre auf seine nächste Berufung in die Algerische Auswahl warten. 
Auf Vereinsebene kam der Abwehrspieler über NA Hussein Dey und CR Bélouizdad  zu ES Sétif, wo Laifaoui mit seinem Verein die algerische Meisterschaft, die arabische Champions League sowie die Nordafrikanische Fußballmeisterschaft gewinnen und obendrein das Endspiel des CAF Confederations Cup erreichen konnte. 
Aufgrund seiner guten Leistungen wurde Abdelkader Laïfaoui im August 2009 von Nationaltrainer Rabah Saâdane wieder in den Nationalmannschaftskader aufgenommen und nahm am Afrika-Cup 2010 in Angola teil, wo Algerien im Halbfinale am späteren Sieger Ägypten scheiterte. Abdelkader Laïfaoui stand im Kader der Algerier für die Fußball-Weltmeisterschaft 2010 in Südafrika, wo er allerdings nicht zum Einsatz kam. Nach dem Turnier kam Laifaoui zuletzt am 3. September 2011 im Qualifikationsspiel gegen Tansania zum Einsatz. 
Vom Juli 2011 bis Juni 2015 spielte Laifaoui bei USM Algier. Mit dem Verein konnte er erneut die algerische Meisterschaft, den algerischen Pokal, sowie den UAFA Cup gewinnen. Im Sommer 2015 wechselte er weiter zu USM Blida und beendete dort drei Jahre später seine aktive Karriere.

## Titel und Erfolge
- Algerischer Meister: 2009, 2014
- Algerischer Pokalsieger: 2010, 2013
- Arab-Club-Champions-Cup-Sieger: 2008
- UNAF-Champions-Cup-Sieger: 2009
- UAFA-Cup-Sieger: 2013